# Аван ле Рамри
Аван ле Рамри (фр. Avant-lès-Ramerupt) насеље је и општина у североисточној Француској у региону Шампања-Ардени, у департману Об која припада префектури Троа.
По подацима из 2011. године у општини је живело 151 становника, а густина насељености је износила 7,27 становника/km². Општина се простире на површини од 20,77 km². Налази се на средњој надморској висини од 117 метара.

## Демографија
| 1962. | 1968. | 1975. | 1982. | 1990. | 1999. | 2011. |
| ----- | ----- | ----- | ----- | ----- | ----- | ----- |
| 164   | 166   | 162   | 160   | 156   | 166   | 151   |

График промене броја становника у току последњих година